# 시에나 아구동
시에나 아구동(Siena Agudong, 2004년 8월 19일 ~ )은 미국의 배우이다.

## 출연 작품

### 영화
- 알렉스 & 미 (2018)
- 업사이드 다운 매직 (2020)
- 분노의 질주: 더 얼티메이트 (2021) - 미아 토레토 아역
- 더 4:30 무비 (2024)

### 텔레비전
- 킬러 위민 (2014)
- 니키, 리키, 디키 & 던 (2015-18)
- 스타 폴스 (2018)
- 노 굿, 닉! (2019)
- 바이오하자드: 더 시리즈 (2022) - 빌리 웨스커 역